# Lucia Cifarelli
Lucia Mia Cifarelli Konietzko (ur. 23 września 1970 w Long Island) – amerykańska muzyczka i wokalistka metalowa i industrialna włoskiego pochodzenia. Znana przede wszystkim jako członkini zespołu industrial rockowego KMFDM, ale wcześniej występowała ze swoim własnym zespołem Drill oraz współpracowała z członkami zespołu KMFDM przy tworzonych przez nich pobocznych projektach.

## Kariera muzyczna
W 1995 roku założyła zespół Drill razem z gitarzystą Johnem DeServio. Drill wydało jeden album zatytułowany w taki sam sposób jak nazwa jej zespołu – zespół zrealizował dwa teledyski i jedna z piosenek z albumu pojawiła się w filmie Empire Records. Później zespół udał się na trasę koncertową wraz z zespołem Stabbing Westward. Zespół Lucii rozpadł się jednak wkrótce po tej trasie.
W 2000 roku dołączyła do pozostającego w zawieszeniu zespołu KMFDM – wkrótce potem lider KMFDM Sascha Konietzko powołał do życia nowy zespół o nazwie MDFMK, który wydał jeden album nazywający się tak jak nazwa tego zespołu. Rok później Cifarelli i Konietzko razem współpracowali przy supergrupie Schwein i nad jej albumem Schweinstein oraz następnym albumem Son of Schweinstein. Kiedy MDFMK zostało rozwiązane Cifarelli oficjalnie dołączyła do KMFDM i zaczęła pracować wraz z Konietzką i innymi członkami zespołu nad albumem Attak wydanym wkrótce potem, w 2002 roku. W tym okresie nagrała też swój album solowy From the Land of Volcanos. Jeden singiel z albumu I Will pojawił się na soundtracku American Pie 2. Współpracowała też z zespołem KGC.

## KMFDM
Od 2002 roku występuje na kolejnych albumach studyjnych i innych produkcjach zespołu KMFDM. Od tamtego czasu stała się, obok frontmana zespołu Saschy Konietzko, współliderką zespołu i wystąpiła na wszystkich albumach studyjnych, innych albumach oraz prawie każdym występie zespołu na żywo po 2002 roku kiedy to dołączyła do niego.

## Życie prywatne
Urodziła się w 1970 roku w Long Island w stanie Nowy Jork. Była najmłodszym z czworga dzieci i od małego dziecka uwielbiała śpiew i muzykę. Kiedy była nastolatką, zaczęła uczęszczać na lekcje śpiewu i trenowania wokalu. Już wtedy zaczęła kolaborować z twórcami muzyki i pisała dla nich teksty piosenek.
W 2005 roku wyszła za Saschę Konietzko, lidera zespołu KMFDM. Mieszkają razem w mieście Hamburg w Niemczech, rodzinnym mieście jej męża. W dniu 14 lutego 2008 roku na świat przyszła im córka Annabella Asia.